# 존 피커링 (판사)
존 피커링(John Pickering, 1737년 9월 22일, 영국령 아메리카 뉴햄프셔 식민지 뉴잉턴 ~ 1805년 4월 11일, 뉴햄프셔주 포츠머스)은 미국의 정치인으로 뉴햄프셔주 주지사 권한대행이다.

## 학력
- 하버드 대학교 인문사회 학사

## 경력
- 1781 ~ 1783 뉴햄프셔 헌법제정회의 회원
- 1791 ~ 1792 뉴햄프셔 헌법제정회의 회원
- 1783 ~ 1787 미국 뉴햄프셔주 하원의원
- 1788 미국 헌법 뉴햄프셔 회원
- 1788 ~ 1790 미국 뉴햄프셔주 상원의원
- 1788 ~ 1790 뉴햄프셔 집행위원회 위원
- 1788 ~ 1790 뉴햄프셔 상원의장
- 1789.01 ~ 1789.06 뉴햄프셔 주지사 권한대행
- 1790 ~ 1795 뉴햄프셔 대법원장
- 1795.02 ~ 1804.03 뉴햄프셔 지방법원 판사